# Pallavolo al XVI Festival olimpico estivo della gioventù europea - Torneo maschile
Il torneo maschile di pallavolo al XVI festival olimpico estivo della gioventù europea si è svolto dal 25 al 30 luglio 2022 a Zvolen, nella regione di Banská Bystrica, in Slovacchia, durante il XVI Festival olimpico estivo della gioventù europea: al torneo hanno partecipato otto squadre nazionali under 20 europee e la vittoria finale è andata per la terza volta consecutiva all'Italia.
Originariamente previsto dal 24 luglio al 1º agosto 2021 il torneo, così come l'intera manifestazione, è stato posticipato di un anno al fine di evitare la sovrapposizione temporale con i Giochi della XXXII Olimpiade, posticipati a loro volta a causa della pandemia di COVID-19.

## Impianti
|                                                            |  |  |
|                                                            |  |  |
| ŠH Rates Città: Zvolen Capienza: 496 Anno d'apertura: 2018 |  |  |

## Regolamento

### Formula
La formula ha previsto:
- Fase a gironi, disputata con girone all'italiana: le prime due classificate di ogni girone hanno acceduto alla fase finale per il primo posto, mentre la terza e la quarta classificata di ogni girone hanno acceduto alla fase finale per il quinto posto.
- Fase finale per il quinto posto, disputata con semifinali, finale per il settimo posto e finale per il quinto posto.
- Fase finale per il primo posto, disputata con semifinali, finale per il terzo posto e finale.

### Criteri di classifica
Se il risultato finale è stato di 3-0 o 3-1 sono stati assegnati 3 punti alla squadra vincente e 0 a quella sconfitta, se il risultato finale è stato di 3-2 sono stati assegnati 2 punti alla squadra vincente e 1 a quella sconfitta.
L'ordine del posizionamento in classifica è stato definito in base a:
- Numero di partite vinte;
- Punti;
- Ratio dei set vinti/persi;
- Ratio dei punti realizzati/subiti;
- Risultati degli scontri diretti.

## Squadre partecipanti
| Squadra    | Qualificazione      | Ultima partecipazione |
| ---------- | ------------------- | --------------------- |
| Belgio     |                     | Baku 2019             |
| Bulgaria   |                     | Baku 2019             |
| Germania   |                     | Baku 2019             |
| Italia     |                     | Baku 2019             |
| Polonia    |                     | Győr 2017             |
| Rep. Ceca  |                     | Baku 2019             |
| Slovacchia | Paese organizzatore | Debutto               |
| Turchia    |                     | Győr 2017             |

## Torneo

### Fase a gironi
| Girone A   | Girone B  |
| ---------- | --------- |
| Bulgaria   | Belgio    |
| Germania   | Polonia   |
| Italia     | Rep. Ceca |
| Slovacchia | Turchia   |

#### Girone A

##### Risultati
| 25 luglio 2022 ŠH Rates, Zvolen Durata: 1h:43 - Spettatori: 70  | Bulgaria   | 3 - 2 | Germania   | 19-25, 25-17, 19-25, 25-13, 15-8 |
| 25 luglio 2022 ŠH Rates, Zvolen Durata: 1h:10 - Spettatori: 450 | Slovacchia | 0 - 3 | Italia     | 21-25, 19-25, 14-25              |
| 26 luglio 2022 ŠH Rates, Zvolen Durata: 1h:08 - Spettatori: 100 | Germania   | 0 - 3 | Italia     | 20-25, 16-25, 17-25              |
| 26 luglio 2022 ŠH Rates, Zvolen Durata: 1h:05 - Spettatori: 440 | Bulgaria   | 3 - 0 | Slovacchia | 25-19, 25-14, 25-18              |
| 27 luglio 2022 ŠH Rates, Zvolen Durata: 1h:17 - Spettatori: 100 | Italia     | 3 - 0 | Bulgaria   | 25-23, 25-20, 26-24              |
| 27 luglio 2022 ŠH Rates, Zvolen Durata: 1h:44 - Spettatori: 350 | Germania   | 3 - 1 | Slovacchia | 25-18, 25-21, 20-25, 25-23       |

##### Classifica
| Pos. | Squadra    | Pt | G | V | P | SV | SP | Ratio | PF  | PS  | Ratio    |
| ---- | ---------- | -- | - | - | - | -- | -- | ----- | --- | --- | -------- |
| 1.   | Italia     | 9  | 3 | 3 | 0 | 9  | 0  | MAX   | 226 | 174 | 1,299    |
| 2.   | Bulgaria   | 5  | 3 | 2 | 1 | 6  | 5  | 1,200 | 245 | 215 | 1,140    |
| 3.   | Germania   | 4  | 3 | 1 | 2 | 5  | 7  | 0,714 | 236 | 265 | 0,891    |
| 4.   | Slovacchia | 0  | 3 | 0 | 3 | 1  | 9  | 0,111 | 192 | 245 | 0,817842 |

      Qualificata alle semifinali per il primo posto.
      Qualificata alle semifinali per il quinto posto.

#### Girone B

##### Risultati
| 25 luglio 2022 ŠH Rates, Zvolen Durata: 1h:54 - Spettatori: 200 | Rep. Ceca | 2 - 3 | Turchia   | 21-25, 25-17, 22-25, 25-16, 11-15 |
| 25 luglio 2022 ŠH Rates, Zvolen Durata: 1h:53 - Spettatori: 130 | Belgio    | 3 - 2 | Polonia   | 25-23, 25-22, 23-25, 17-25, 15-7  |
| 26 luglio 2022 ŠH Rates, Zvolen Durata: 1h:12 - Spettatori: 100 | Turchia   | 0 - 3 | Polonia   | 23-25, 12-25, 21-25               |
| 26 luglio 2022 ŠH Rates, Zvolen Durata: 1h:47 - Spettatori: 100 | Rep. Ceca | 3 - 1 | Belgio    | 25-13, 26-28, 25-20, 25-22        |
| 27 luglio 2022 ŠH Rates, Zvolen Durata: 1h:12 - Spettatori: 120 | Polonia   | 0 - 3 | Rep. Ceca | 19-25, 16-25, 23-25               |
| 27 luglio 2022 ŠH Rates, Zvolen Durata: 1h:09 - Spettatori: 275 | Turchia   | 3 - 0 | Belgio    | 25-20, 25-18, 25-16               |

##### Classifica
| Pos. | Squadra   | Pt | G | V | P | SV | SP | Ratio | PF  | PS  | Ratio |
| ---- | --------- | -- | - | - | - | -- | -- | ----- | --- | --- | ----- |
| 1.   | Rep. Ceca | 7  | 3 | 2 | 1 | 8  | 4  | 2,000 | 280 | 239 | 1,172 |
| 2.   | Turchia   | 5  | 3 | 2 | 1 | 6  | 5  | 1,200 | 229 | 233 | 0,983 |
| 3.   | Polonia   | 4  | 3 | 1 | 2 | 5  | 6  | 0,833 | 235 | 236 | 0,996 |
| 4.   | Belgio    | 2  | 3 | 1 | 2 | 4  | 8  | 0,500 | 242 | 278 | 0,871 |

      Qualificata alle semifinali per il primo posto.
      Qualificata alle semifinali per il quinto posto.

### Fase finale

#### Finali 5º e 7º posto
|  | Semifinali | Semifinali | Semifinali |                 |    | Finale 5º posto | Finale 5º posto | Finale 5º posto |
|  |            |            |            |                 |    |                 |                 |                 |
|  | 3A         | Germania   | 3          |                 |    |                 |                 |                 |
|  | 3A         | Germania   | 3          |                 |    |                 |                 |                 |
|  | 4B         | Belgio     | 2          |                 |    |                 |                 |                 |
|  | 4B         | Belgio     | 2          |                 | 3A | Germania        | 1               |                 |
|  |            |            |            |                 | 3A | Germania        | 1               |                 |
|  |            |            |            |                 |    | 3B              | Polonia         | 3               |
|  | 3B         | Polonia    | 3          |                 |    | 3B              | Polonia         | 3               |
|  | 3B         | Polonia    | 3          |                 |    |                 |                 |                 |
|  | 4A         | Slovacchia | 0          |                 |    |                 |                 |                 |
|  | 4A         | Slovacchia | 0          | Finale 7º posto |    |                 |                 |                 |
|  |            |            |            |                 |    |                 |                 |                 |
|  |            |            |            |                 |    | 4B              | Belgio          | 3               |
|  |            |            |            |                 |    | 4B              | Belgio          | 3               |
|  |            |            |            |                 |    | 4A              | Slovacchia      | 0               |

##### Semifinali
| 29 luglio 2022 ŠH Rates, Zvolen Durata: 2h:02 - Spettatori: 110 | Germania | 3 - 2 | Belgio     | 25-18, 21-25, 22-25, 28-26, 15-9 |
| 29 luglio 2022 ŠH Rates, Zvolen Durata: 1h:07 - Spettatori: 250 | Polonia  | 3 - 0 | Slovacchia | 25-13, 25-14, 25-17              |

##### Finale 7º posto
| 30 luglio 2022 ŠH Rates, Zvolen Durata: 1h:18 - Spettatori: 100 | Belgio | 3 - 0 | Slovacchia | 25-19, 25-23, 25-22 |

##### Finale 5º posto
| 30 luglio 2022 ŠH Rates, Zvolen Durata: 1h:41 - Spettatori: 80 | Germania | 1 - 3 | Polonia | 22-25, 18-25, 25-23, 20-25 |

#### Finali 1º e 3º posto
|  | Semifinali | Semifinali | Semifinali |                 |    | Finale | Finale    | Finale |
|  |            |            |            |                 |    |        |           |        |
|  | 1A         | Italia     | 3          |                 |    |        |           |        |
|  | 1A         | Italia     | 3          |                 |    |        |           |        |
|  | 2B         | Turchia    | 0          |                 |    |        |           |        |
|  | 2B         | Turchia    | 0          |                 | 1A | Italia | 3         |        |
|  |            |            |            |                 | 1A | Italia | 3         |        |
|  |            |            |            |                 |    | 2A     | Bulgaria  | 0      |
|  | 1B         | Rep. Ceca  | 1          |                 |    | 2A     | Bulgaria  | 0      |
|  | 1B         | Rep. Ceca  | 1          |                 |    |        |           |        |
|  | 2A         | Bulgaria   | 3          |                 |    |        |           |        |
|  | 2A         | Bulgaria   | 3          | Finale 3° posto |    |        |           |        |
|  |            |            |            |                 |    |        |           |        |
|  |            |            |            |                 |    | 2B     | Turchia   | 1      |
|  |            |            |            |                 |    | 2B     | Turchia   | 1      |
|  |            |            |            |                 |    | 1B     | Rep. Ceca | 3      |

##### Semifinali
| 29 luglio 2022 ŠH Rates, Zvolen Durata: 1h:8 - Spettatori: 140  | Italia    | 3 - 0 | Turchia  | 25-22, 25-16, 25-17        |
| 29 luglio 2022 ŠH Rates, Zvolen Durata: 1h:35 - Spettatori: 200 | Rep. Ceca | 1 - 3 | Bulgaria | 25-17, 19-25, 17-25, 18-25 |

##### Finale 3º posto
| 30 luglio 2022 ŠH Rates, Zvolen Durata: 1h:56 - Spettatori: 285 | Turchia | 1 - 3 | Rep. Ceca | 20-25, 25-23, 24-26, 23-25 |

##### Finale
| 30 luglio 2022 ŠH Rates, Zvolen Durata: 1h:8 - Spettatori: 500 | Italia | 3 - 0 | Bulgaria | 25-20, 25-21, 25-23 |

## Classifica finale
| Pos | Squadra    | Rosa |
| --- | ---------- | --- |
|     | Italia     | Formazione: 1 Ambrose, 2 Boninfante, 5 Volpe, 7 Bovolenta, 8 Arguelles Sanchez, 9 Balestra, 10 Penna, 11 Fanizza, 13 Laurenzano, 16 Guerrini, 17 Porro, 18 Iervolino, CT: Battocchio |
|     | Bulgaria   | Formazione: 1 B. Nikolov, 2 Načev, 3 Bouchkov, 4 Stoev, 6 Antov, 7 Mitsev, 9 Gărkov, 10 Palev, 11 A. Nikolov, 12 Tatarov, 14 Mitov, 15 Bodurov, CT: Stoev                            |
|     | Rep. Ceca  | Formazione: 1 Šálek, 3 Hoang, 4 Fabikovič, 6 Juřica, 7 Benda, 9 Klajmon, 11 Bryknar, 12 Kollátor, 13 Jirásek, 15 Bukáček, 17 Pelikán, 18 Ureš, CT: Svoboda                           |
| 4.  | Turchia    | Formazione: 1 Karababa, 3 Şahin, 7 Kaplan, 9 Aydın, 10 Kuyucu, 11 Akovalı, 12 Özgür, 14 Yüksel, 16 Dilmenler, 17 Koç, 20 Gedik, 61 Ayar, CT: Hidayetoğlu                             |
| 5.  | Polonia    | Formazione: 1 Majchrzak, 2 Szymendera, 6 Olszewski, 7 Kubicki, 8 Nowik, 9 Kufka, 11 Śliwka, 13 Czerny, 14 Hawryluk, 15 Nowak, 18 Biliński, 21 Ratajewski, CT: Grabda                 |
| 6.  | Germania   | Formazione: 1 Amedegnato, 2 Welsch, 3 Nissen, 4 Kvrzic, 5 Herrmann, 8 Jung, 9 Klehm, 11 Kunstmann, 12 Breinbauer, 14 Kohn, 15 Rupprecht, 22 Hemmer, CT: Ilott                        |
| 7.  | Belgio     | Formazione: 1 Van Looveren, 3 Gifford, 8 Verhamme, 9 Moga, 10 Schroeven, 11 De Bruyn, 12 Mbacké, 13 Peters, 16 Beelaert, 17 Vlahovic, 18 Van Loon, 19 Perin, CT: Van Kerckhove       |
| 8.  | Slovacchia | Formazione: 1 Kudla, 2 Rosina, 3 Šimo, 4 Hanusek, 5 Gulák, 6 Pati-Nagy, 8 Turčáni, 12 Rendla, 13 Červenák, 14 Kán, 15 Petruf, 16 Skasko, CT: Hiadlovský                              |

## Statistiche
| Rendimento individuale | Rendimento individuale | Rendimento individuale | Rendimento individuale |
| Pos.                   | Nome                   | Punti                  | Squadra                |
| ---------------------- | ---------------------- | ---------------------- | ---------------------- |
| 1                      | David Kollátor         | 90                     | Rep. Ceca              |
| 2                      | Aleksandăr Nikolov     | 86                     | Bulgaria               |
| 3                      | Can Koç                | 84                     | Turchia                |
| 4                      | Tytus Nowik            | 76                     | Polonia                |
| 5                      | Joscha Kunstmann       | 75                     | Germania               |

| Attacchi vincenti | Attacchi vincenti    | Attacchi vincenti | Attacchi vincenti |
| Pos.              | Nome                 | Punti             | Squadra           |
| ----------------- | -------------------- | ----------------- | ----------------- |
| 1                 | David Kollátor       | 73                | Rep. Ceca         |
| 2                 | Can Koç              | 69                | Turchia           |
| 2                 | Tytus Nowik          | 69                | Polonia           |
| 4                 | Joscha Kunstmann     | 67                | Germania          |
| 5                 | Alessandro Bovolenta | 66                | Italia            |

| Muri vincenti | Muri vincenti      | Muri vincenti | Muri vincenti |
| Pos.          | Nome               | Punti         | Squadra       |
| ------------- | ------------------ | ------------- | ------------- |
| 1             | Tomáš Bukáček      | 22            | Rep. Ceca     |
| 2             | Yiğit Savaş Kaplan | 17            | Turchia       |
| 3             | David Kollátor     | 13            | Rep. Ceca     |
| 4             | Boris Načev        | 12            | Bulgaria      |
| 4             | Jasper Verhamme    | 12            | Belgio        |
| 4             | Lazar Bouchkov     | 12            | Bulgaria      |

| Battute vincenti | Battute vincenti   | Battute vincenti | Battute vincenti |
| Pos.             | Nome               | Punti            | Squadra          |
| ---------------- | ------------------ | ---------------- | ---------------- |
| 1                | Aleksandăr Nikolov | 16               | Bulgaria         |
| 2                | Venislav Antov     | 12               | Bulgaria         |
| 3                | Luca Porro         | 11               | Italia           |
| 4                | Patrick Rupprecht  | 10               | Germania         |
| 5                | Kajetan Kubicki    | 9                | Polonia          |